# Убонратчатхани
Убонратчатхани (тайск. อุบลราชธานี) — город и административный центр одноименной провинции, что на востоке Таиланда.
Население города — 106 602 человек (на 2000 год), агломерации — около 200 000 человек.

## География
Город расположен по обоим берегам реки Мун.
В городе тропический климат с сухой зимой и дождливым летом. Сезон муссонов приходится на апрель—октябрь. Среднегодовая температура максимальная 33 °C, минимальная 22,13 °C. Среднегодовое количество осадков 1 581.7 мм, дождливых дней — 124.
Убонратчатхани обслуживается гражданским аэропортом, а также есть военный аэропорт и ж/д станция.

## Образование
В городе расположено несколько университетов (Ubon Ratchathani, Ubon Ratchathani Rajabhat, Ratchathani, Mahachulalongkorn Ratchawitthayalai, Sukhothai Thammathirat) и колледжей.

## Культура
Убонратчатхани известен своим фестивалем свечей, который проводится летом. В октябре проводится фестиваль Вак Ок Пхансаː соревнования на иллюминированных лодках по реке Мун.